# Hegra Station
Hegra Station (Hegra stasjon) er en jernbanestation på Meråkerbanen, der ligger ved bygden Hegra i Stjørdal kommune i Norge. Stationen består af et spor og en perron med en tidligere stationsbygning i rødmalet træ.
Stationen åbnede da banen blev taget i brug 17. oktober 1881. Oprindeligt hed den Hegre, men den skiftede navn til Hegra 1. juni 1919. Den blev nedgraderet til trinbræt 1. marts 1971.
Stationsbygningen blev opført til åbningen i 1882 efter tegninger af Peter Andreas Blix. Den er nu solgt fra og huset galleri og café.